# Ophiologimus prolifer
Ophiologimus prolifer is een slangster uit de familie Ophiomyxidae.
De wetenschappelijke naam van de soort werd in 1882 gepubliceerd door Théophile Rudolphe Studer.